# Progressive Field
Das Progressive Field ist ein Baseball-Stadion in der US-amerikanischen Stadt Cleveland im Bundesstaat Ohio. Das Progressive Field ist die Heimat der Cleveland Guardians aus der American League der Major League Baseball (MLB) und wurde zunächst nach dem ehemaligen Teameigner Richard Jacobs benannt. Es ist Teil des „Gateway Sports and Entertainment Complex“. In unmittelbarer Nähe zum Ballpark liegt das Rocket Mortgage FieldHouse. Die Mehrzweckhalle ist die Heimat der Cleveland Cavaliers aus der National Basketball Association (NBA). Das Progressive Field ersetzte das Cleveland Stadium von 1931, in der das bis 2021 Indians genannte Team von 1936 bis 1993 spielte. Die Guardians teilten sich die Anlage mit den Cleveland Browns aus der National Football League (NFL).

## Geschichte
Der Bau des Jacobs Field stellte einen großen Beitrag zur Wiederbelebung von Downtown Cleveland dar. Die Zeremonie des „First Pitch“ fand, noch vor dem Baubeginn, im Juni 1992 an der Stelle statt, an der die Spielstätte errichtet wurde. Am 4. April 1994 bestritten dann die Cleveland Indians ihr erstes Spiel im damaligen Jacobs Field gegen die Seattle Mariners. Den ersten Pitch des Spiels warf der damalige US-Präsident Bill Clinton. Die Indians gewannen mit 4:3.
In der Saison 1995 war das Jacobs Field erstmals Austragungsort der World Series im Duell der Indians gegen die Atlanta Braves. Der Sieger des Duells waren die Braves mit 4:2.
Vor dem Saisonstart 1997 wurde das Jacobs Field um zwei kleinere Blöcke mit Sitzplätzen vergrößert, was die Zuschauerkapazität um etwa 1.000 Plätze auf insgesamt 43.345 Plätze erhöhte. 1997 wurde das MLB All-Star Game im Stadion der Indians ausgetragen, zudem standen die Indians erneut in der World Series, verloren aber erneut, diesmal gegen die Florida Marlins (4:3).
Das Stadion schaffte es, zwischen den Jahren 1995 und 2001 einen neuen ewigen MLB-Rekord aufzustellen, indem der Ballpark 455 Spiele in Folge ausverkauft war. Die Ticketnachfrage war so groß, dass alle 81 Heimspiele schon weit vor Beginn der Saison ausverkauft waren. Die Indians pensionierten die Nummer 455, als Ehrerbietung für die Fans und den Rekord. Auf der Wand hinter dem Right Field steht seitdem „455 THE FANS“.
In der Saison 2004 wurde die größte freistehende Anzeigentafel der USA modernisiert und durch die größte Videowand einer Sportstätte weltweit ersetzt. Die Videowand ist knapp 11 Meter hoch und knapp 45½ Meter breit. Im selben Jahr wurde ein Restaurant hinter dem Centerfield, was zuvor zusätzliche Sitzplätze bot, durch einen Barbereich ersetzt, der „The Batter’s Eye Bar“ heißt.
Im Rahmen des Verkaufs des Teams im Jahr 2000 gingen Ende 2006 auch die Namensrechte am Stadion verloren. Am 11. Januar 2008 wurde bekannt, dass das Versicherungsunternehmen Progressive Corporation Namenssponsor geworden ist. Der Vertrag läuft bis in das Jahr 2023 und der Versicherer zahlt pro Jahr 3,6 Mio. US-Dollar (insgesamt 57,6 Mio. US-Dollar).
2008 wurde das Stadion bei der Fan-Wahl der Sportzeitschrift Sports Illustrated auf Platz 1 als bester Ballpark der MLB gewählt.

## Besucher
Das Progressive Field stellte zwischen dem 12. Juni 1995 und dem 4. April 2001 einen neuen MLB-Rekord auf, als es 455 Spiele hintereinander ausverkauft war. Die Nachfrage nach Tickets war so groß, dass alle 81 Heimspiele vor dem Eröffnungstag in fünf verschiedenen Saisons ausverkauft waren. Die Boston Red Sox übertrafen später diesen Rekord, als der Fenway Park am 9. September 2008 insgesamt 456 Ausverkäufe verzeichnete.
Der Besucherrekord im Progressive Field wurde in Spiel 3 der American League Division Series 1997 aufgestellt, als sich 45.274 Zuschauer im Stadion befanden.
Am Samstag, den 2. April 2011, wurde der niedrigste Besucherrekord der Indians mit einer Menge von 9.853 aufgestellt. Am darauffolgenden Tag wurde dieser Rekord mit einer noch geringeren Besucherzahl von 8.726 gebrochen.

## Galerie

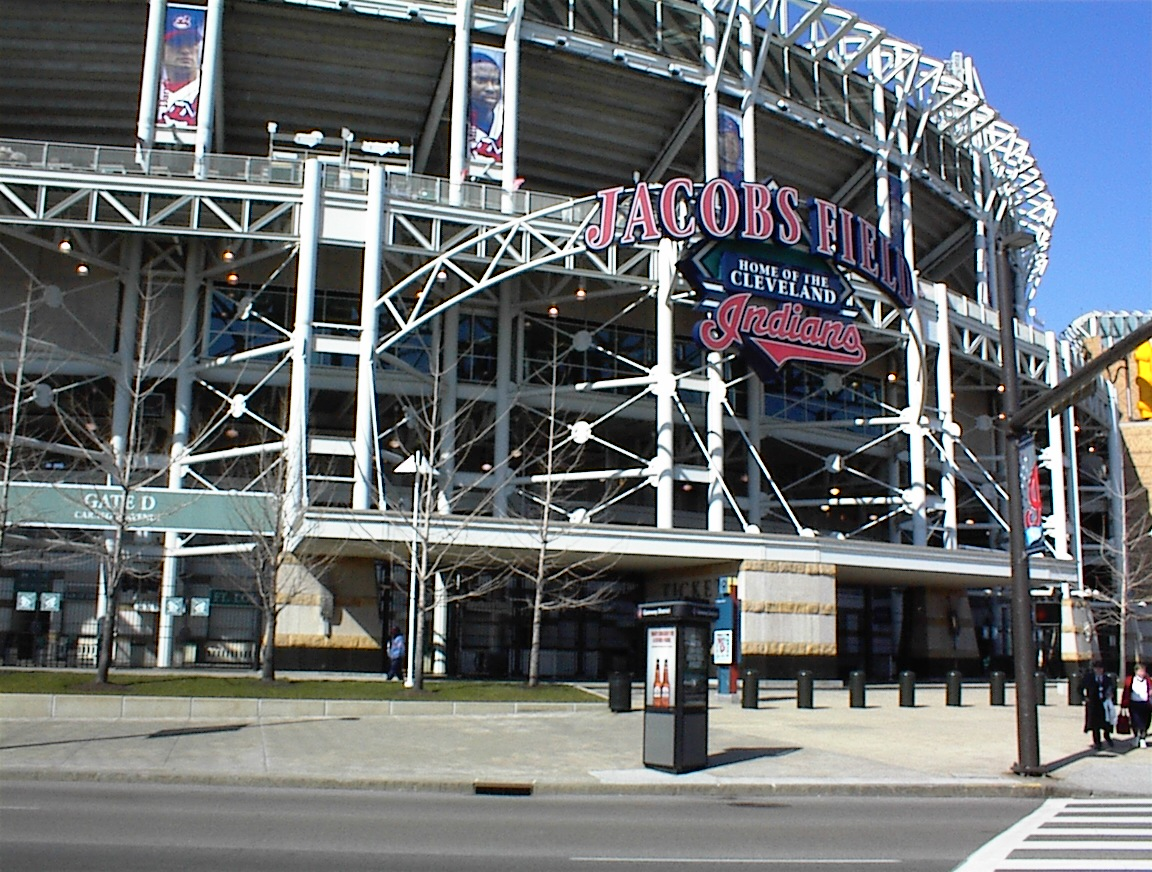
Das Stadion mit früherem Namen (2003)
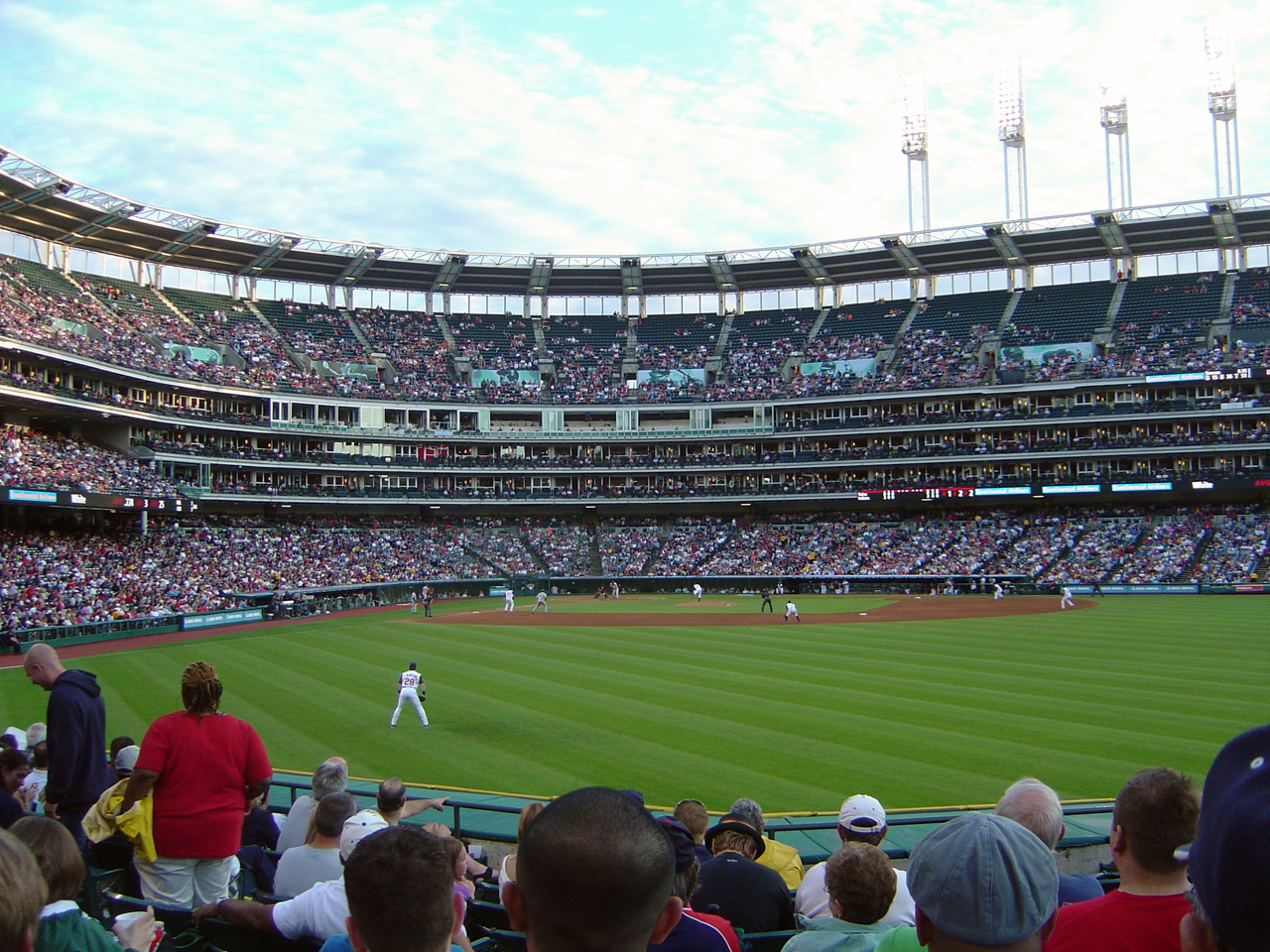
Sicht vom Right Field (2006)
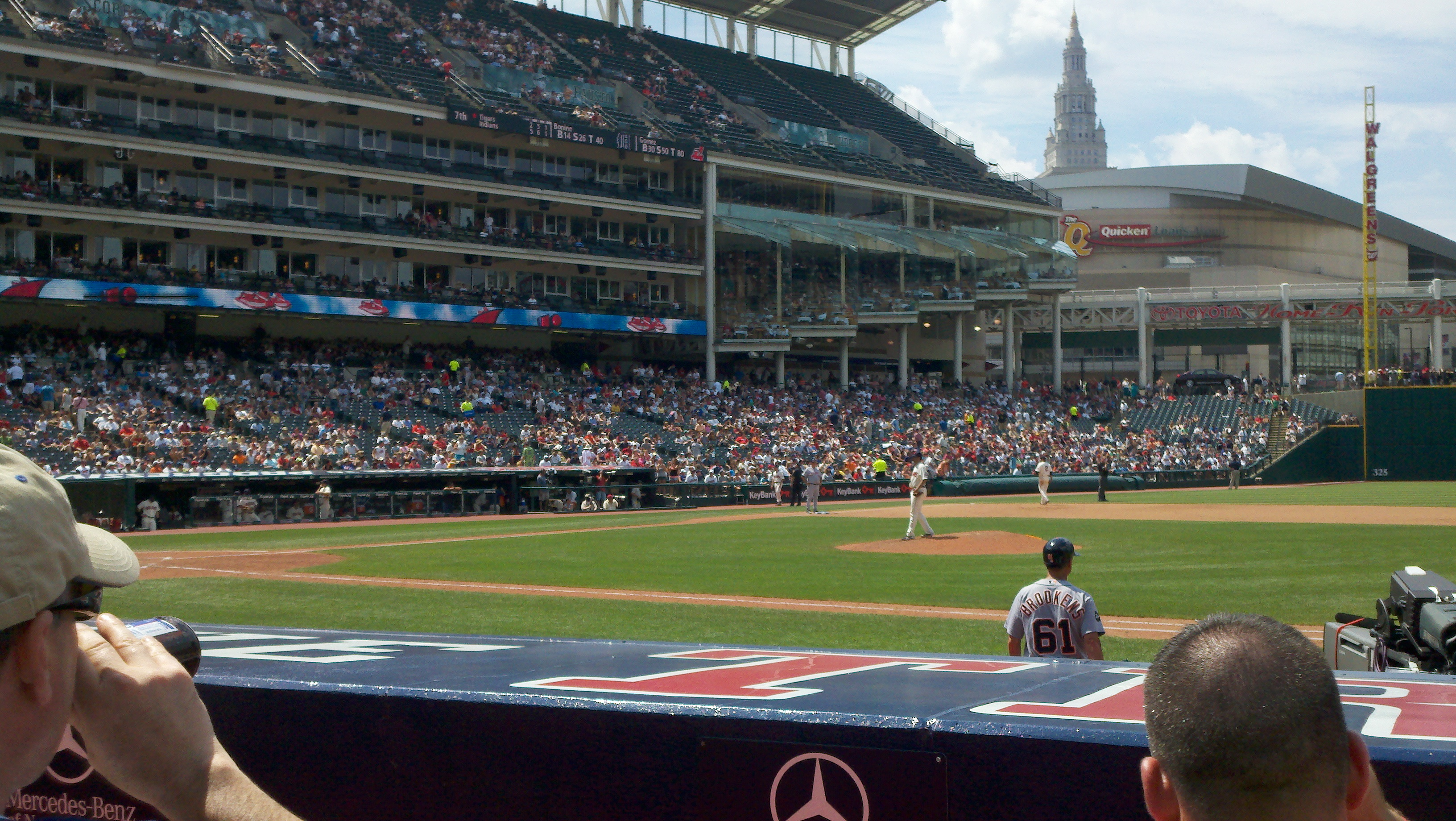
Blick vom Unterrang im Jahr 2011. Im Hintergrund ist das Rocket Mortgage FieldHouse und der Terminal Tower zu sehen.
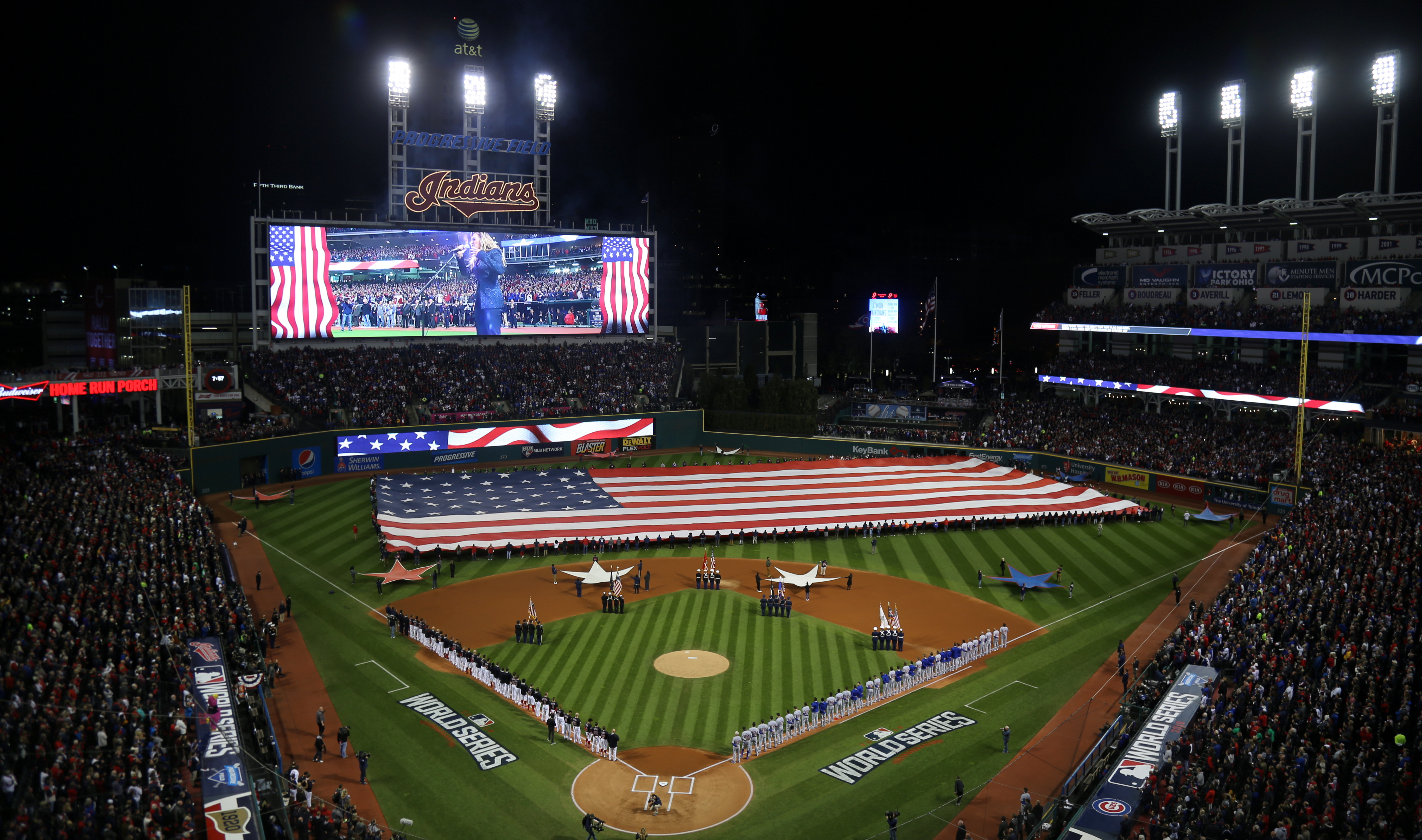
Eine große US-Flagge auf dem Spielfeld vor Spiel 1 der World Series 2016 gegen die Chicago Cubs. Die Cubs gewannen die Serie mit 4:3 und holten nach 108 Jahren wieder die World Series.